# Nérol
Le nérol, également appelé nérolol ou nérodol ou encore néraniol, est un monoterpène naturel présent dans de nombreuses huiles essentielles. Originellement, il a été isolé à partir d'huile de néroli, d'où son nom. Il est utilisé en parfumerie pour son doux parfum de rose.
Le nérol est l'isomère cis du géraniol. En phase aqueuse, il se dissocie pour former le limonène. 